# مجازر ولاية غليزان 1997
| مجازر الجزائر في 1997                                               |          |              |
| مجازر قتل فيها أكثر من 50 مدني: راجع حرب العشرية السوداء في الجزائر |          |              |
| مجزرة ثاليت                                                         | 52 قتيل  | 4-3 أفريل    |
| مجزرة حوش خميستي                                                    | 93 قتيل  | 21 أفريل     |
| مجزرة ضاية لبقور                                                    | 50 قتيل  | 16 جوان      |
| مجزرة سي زروق                                                       | 58 قتيل  | 27 جويلية    |
| مجزرة أولاد الحد مزوارة                                             | 76 قتيل  | 3 أوت        |
| مجزرة صوحان                                                         | 65 قتيل  | 21-20 أوت    |
| مجزرة بني علي                                                       | 64 قتيل  | 26 أوت       |
| مجزرة الرايس                                                        | 800 قتيل | 29 أوت       |
| مجزرة بني مسوس                                                      | 87 قتيل  | 6-5 سبتمبر   |
| مجزرة قلب الكبير                                                    | 53 قتيل  | 19 سبتمبر    |
| مجزرة بن طلحة                                                       | 400 قتيل | 22 سبتمبر    |
| مجزرة سيدي العنتري                                                  | 117 قتيل | 24-23 ديسمبر |
| مجازر ولاية غيليزان                                                 | 412 قتيل | 30 ديسمبر    |
| 1996 -[عدل مصدر ] - 1998                                            |          |              |

كانت مجازر ولاية غليزان بتاريخ 30 ديسمبر 1997 ربما يوم القتل الأكثر دموية في الصراع الجزائري الذي اندلع خلال تسعينيات القرن الماضي. وقُتل العديد من سكان القرى الأربع؛ وقد تباين العدد الدقيق للضحايا وفقًا للمصدر.

## معلومات تاريخية
في عام 1988، كانت الجزائر على شفا حرب أهلية شرسة بدأت رحاها بعد إلغاء الجيش لانتخابات عام 1992 التي فازت بها الجبهة الإسلامية للإنقاذ (FIS). وشهدت جبال الونشريس القاحلة والفقيرة التي يتعذر الوصول إليها، والتي تبعد حوالي 150 ميلاً غرب مدينة الجزائر العاصمة، أعمال عنف بسيطة أو كانت بلا عنف في السابق. ففي انتخابات عام 1997، صوت السكان بشكل رئيسي لجبهة التحرير الوطني (FLN) الموالية للحكومة والتجمع الوطني من أجل الديمقراطية (RND).
في اليوم الأول من شهر رمضان، وفي تمام الساعة 6:15 مساءً، اجتاح مهاجمون مسلحون بالفؤوس والسكاكين أربع قرى زراعية في منطقة عمي موسى، وقتلوا مئات الأشخاص وهم جالسون لتناول الإفطار بعد الصيام:
- في خراربة أو أولاد خراربة أو خروبة أو خوربة، قُتل 21 (وفقًا للإحصاءات الرسمية) أو 176 (وفقًا لصحيفة ليبرتي) شخصًا؛
- في سحنون أو أولاد سحنون أو أولاد ساحنين أو أولاد ساحرين، قُتل 29 أو 113 شخصًا؛
- في العبادل، قُتل 73 شخصًا (وفقًا لصحيفة ليبرتي)؛
- في أولاد طيب أو دوار أولاد طيب، قُتل 28 أو 50 شخصًا.

وقتل المهاجمون الأسر بشكل عشوائي في منازلهم؛ فقد قتلوا الرجال والنساء والأطفال والأطفال الرضع وقطعوا رؤوس البعض وذبحوا آخرين. وألقوا بالأطفال الرضع من فوق الجدران، بل وقاموا في كثير من الأحيان بذبح الكلاب والماشية. ولم يغادروا إلا عند الفجر. وكان المهاجمون يرتدون ملابس مثل «الأفغان». ونقلت الصحف الجزائرية عن ناجين قولهم إنهم قد تعرفوا على قائد المهاجمين، وهو عوض عبد الله، الذي يُكنى باسم «شيخ نور الدين»، وهو أحد قادة الجماعة الإسلامية المسلحة (GIA) في غرب الجزائر. كذلك وردت أخبار عن توزيع منشورات في الجزائر العاصمة سابقًا تحتوي على ما يفيد بـ «سوف نصل هنا قريبًا. لقد تناولنا إفطارنا في الجزائر العاصمة، وسوف نتناول العشاء في وهران. توقيع - الجماعة الإسلامية المسلحة». وأعقبت هذه المجازر بفترة قصيرة مجازر ولاية غليزان التي حدثت في 4 يناير 1998؛ وأدت هذه الحوادث معًا إلى حركة نزوح واسعة من المنطقة.
وأخبرت الحكومة الجزائرية لجنة الأمم المتحدة لحقوق الإنسان (E/CN.4/2000/3/Add.1) أنه «في 31 ديسمبر 1997، تم فتح تحقيق قضائي، وفي 8 فبراير 1998 أمر قاضي التحقيق بإجراء مزيد من التحقيقات. واستمرت الإجراءات القانونية.»

## التقارير الخاصة بالضحايا
نتيجة للمذبحة: قُتل 78 شخصًا (التقديرات الرسمية الأولية) أو 252 شخصًا (وفقًا لصحيفتي لو ماتان والوطن، نقلاً عن مصادر طبية) أو 272 شخصًا (وفقًا لبيان الحكومة الجزائرية للجنة الأمم المتحدة لحقوق الإنسان (E/CN.4/2000/3/Add.1) أو 412 شخصًا (وفقًا لصحيفة ليبرتي) في القرى الأربع.

## وصلات خارجية
- بي بي سي
- L'Humanite
- [وصلة مكسورة] رويترز
- نسخة محفوظة 8 فبراير 2005 على موقع واي باك مشين. LA Times quoted
- نسخة محفوظة 7 سبتمبر 2006 على موقع واي باك مشين. AI-Net
- Dagbladet.no
- Economist
- Arabic News
- Arabic News
- Algeria watch